# Pilar Jorge de Tella
Pilar Jorge de Tella fue una médica, ensayista, sufragista y activista feminista cubana en pro del derecho a voto y de los derechos reproductivos de las mujeres. Fue la primera mujer cubana en graduarse de una escuela de medicina en Cuba.

## Vida y obra
Fue parte del grupo de intelectuales cubanas que lideró el debate feminista de la década de 1920; alrededor de 1923, era junto a Pilar Morlón de Menéndez, una de las personalidades más prominentes de este movimiento. En este contexto, fue una de las continuadoras de la campaña sufragista en Cuba durante dicho período junto a Ofelia Domínguez Navarro; al respecto, señalaba en el I Congreso Nacional de Mujeres de 1923:

«Nadie ignora que el sufragio es la garantía reafirmadora de la personalidad en el individuo. Es la libre deerminación que exaltando un principio social da a conocer la opinión de los más para salvaguardar la soberanía de los pueblos libres».
Extracto de la ponencia Sufragio Femenino, 1923.

En este marco, fue partícipe de la fundación de las primeras organizaciones que buscaban el voto de la mujer en su país, como el Club Femenino (1918) —junto a Pilar Morlón de Menéndez, Mariblanca Sabas Alomá, Ofelia Domínguez y Hortensia Lamar—, con el que organizaría un congreso en 1925; con éstas activistas, conformó un conjunto de mujeres que «ayudaron a cambiar la dinámica del periodismo de temática femenina y pusieron temas candentes que preocupaban a las trabajadoras, las reclusas y otros sectores marginales de la población femenina».
Además, y en colaboración con Ofelia Domínguez, creó el denominado Comité de Defensa del Sufragio Femenino que aglutinó a una serie de grupos de feministas cubanas; bajo el alero de tal comité, realizó un petitorio en favor de una reforma constitucional para igualar los derechos de hombres y mujeres en el mes de mayo de 1928 —que se entregó al presidente de la asamblea Antonio Sánchez de Bustamante—, junto a Hortensia Lamar, Rosario Guillaume, Rosa Arredondo de Vega y Ofelia Domínguez.
Por otro lado, fue una de las fundadoras de la Alianza Nacional Feminista, una de las organizaciones feministas de mayor influencia a fines de la década de 1920 en Cuba. Adicionalmente, fue vicepresidenta de la Federación de Asociaciones Femeninas de Cuba.
En el ámbito del activismo de los derechos reproductivos de las mujeres, publicó en abril de 1926 el ensayo titulado Profilaxis en defensa de la especia donde argumentó la necesidad del control de la natalidad en Cuba, postura que causó gran controversia en dicha época.